# Lagomar
Lagomar es un barrio de Ciudad de la Costa, en el departamento de Canelones, Uruguay.

## Ubicación
El barrio se sitúa en la zona central de la ciudad y tiene al sureste costas sobre el Río de la Plata. Su centro se ubica a la altura del km 22 de la avenida Luis Giannattasio. Limita al oeste con el barrio de San José de Carrasco, y al este con los barrios Solymar y El Bosque.

## Historia
Entre los primeros dueños de los campos donde hoy se sitúa Lagomar, estaban Esteban Ledesma y Melchor de Viana. Posteriormente estos campos pasaron a manos de Doroteo García Arguibel, y en 1878 un agrimensor dividió dichos terrenos en 8 secciones. En 1885 Doroteo García Arguibel falleció y los campos fueron heredados por su esposa y sus siete hijos: Ildefonso, Alfredo, Carolina, Horacio, Emilia, Alberto y Sara (García Lagos). Tras la muerte de Emilia y la viuda en 1904, los terrenos quedaron en manos de los restantes seis hermanos, pero un año más tarde Carolina donó lo suyo a sus hermanos. En 1917 los hermanos García Lagos decidieron donar una importante extensión de terreno en la zona, para que fuera destinado a un gran parque público (el que sería el Parque Roosevelt). Tras la muerte de Sara en 1940, ya viuda de Carlos Teodoro Becú, sus bienes fueron distribuidos entre sus hijos: Sara, Ricardo Silvestre, Teodoro, María, Teresa y Alejandro (Becú García Lagos); y también entre Carolina Becú Harilaos (nieta, descendiente de Carlos Alfredo, hijo ya fallecido en ese momento), Eduardo Anselmo Bullrich y Carlos Eduardo Bullrich (nietos, descendientes de Clara que ya había fallecido también).
Algunos años más tarde, en 1953, se llevó a cabo el fraccionamiento de los terrenos, según el plano de octubre de 1952. La empresa que se encargó de ello fue MAR S.A, fundada en la década del 50, mientras que la comercialización de los terrenos fue llevada a cabo por la empresa Héctor O. Zunino y Cía. En su venta se destacaba la cercanía del balneario con el de Carrasco, sus accesos tanto por Avenida Italia como por Camino Carrasco y la entonces futura conexión a través de la Rambla Costanera.
En cuanto al nombre del balneario, existen dos versiones acerca de su origen; la versión popular, afirma que el nombre es una conjunción de las palabras lago, refiriendo a uno de los espejos de agua que se encuentran en la zona, y la palabra mar, que refiere al Río de la Plata; una versión más comercial afrma que el nombre proviene de la combinación de la palabra mar, que alude a la empresa responsable del desarrollo del balneario (MAR S.A.), a la cual se le antepuso la palabra lago, refiriéndose al lago ubicado entre Av. Gianattassio y el Río de la Plata, sobre el que se inspiró el arquitecto Román Fresnedo Siri para realizar un singular diseño y urbanización del balneario que llevó a cabo la empresa MAR S.A.
En la década de 1970, el balneario pasó gradualmente de punto de descanso y veraneo a zona residencial permanente para clases media y media alta. En la segunda mitad de la década de 1990 se radicaron allí grandes comercios y centros de servicios y se expandió la urbanización.
Desde el 19 de octubre de 1994, Lagomar dejó de ser un balneario, para pasar a formar parte de la declarada Ciudad de la Costa, pasando a ser desde ese momento uno de los tantos barrios de dicha ciudad. Actualmente su zona comercial está centrada sobre la Avenida Giannattasio, la cual llega a oficiar de zona céntrica para toda la ciudad.

## Población

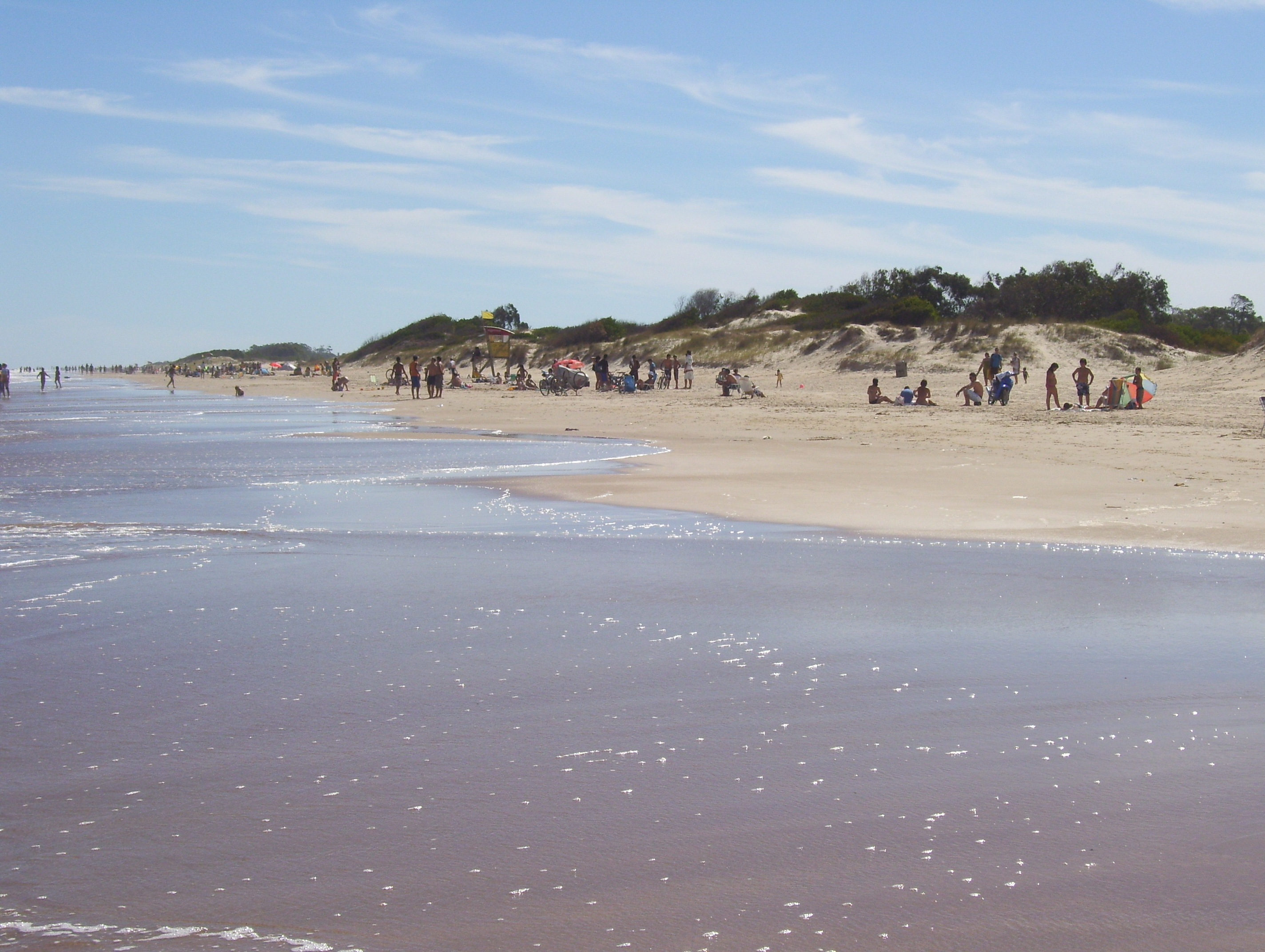
Vista de la playa de Lagomar

Según el censo del año 2011, el barrio cuenta con una población de 8 068 habitantes.
Entre 1985 y 1996 la población de Lagomar creció 42%, fenómeno repetido con más amplitud aún en la cadena de balnearios que integran Ciudad de la Costa.
| 418           | 3 127 | 4 949 | 7 021 | 7 798 | 8 068 |
| (Fuente: INE) |       |       |       |       |       |

## Lagos y mar
Otro de los lagos que se encuentran en este barrio, está ubicado al norte de la Avenida Giannattasio, mientras que el diseñado por Fresnedo Siri está al sur. Ambos tienen origen en las areneras que funcionaban allí, el primero se llama Jardín de Bosque de Carrasco (aunque es más conocido como el de Ronchi), mientras que el segundo es conocido como Lago Lagomar. Si bien el estado de los lagos no es el ideal, es punto de reunión para muchos vecinos de Ciudad de la Costa.
La playa de Lagomar, al igual que las demás cercanas, se caracteriza por ser agreste, de aguas saladas, y marrones, y comúnmente tiene un oleaje fuerte. Entre la costanera y las dunas de la playa se forman pequeñas cañadas, junto a las que crecen variedades de plantas exóticas, entre ellas las colas de zorro, senecios, totora, Margaritas de Piria y Ricino.